# 풀주
풀주(프랑스어: Pool)는 콩고 공화국 남동부에 위치한 주로, 주도는 킨칼라이다. 북쪽으로는 플라토 주, 서쪽으로는 레쿠무 주와 부엔자 주, 남쪽으로는 수도 브라자빌과 인접해 있고 동쪽으로는 콩고 민주 공화국과 국경을 맞대고 있다. 6개 구(보코 구, 킨담바 구, 킨칼라 구, 마야마 구, 민둘리 구, 은가베 구)를 관할하고, 주의 이름은 말레보호에서 유래되었다.